# Rhyacophila mongolica
Rhyacophila mongolica là một loài Trichoptera trong họ Rhyacophilidae.Loài này được tìm thấy ở vùng sinh thái Palearctic và Nearctic.